# 蔣瑄
蔣瑄（1425年—？），字文璽，河南開封府鈞州人，民籍，明朝政治人物。進士出身。

## 生平
河南鄉試第六名。景泰五年（1454年）甲戌科會試第一百七十五名，殿試登進士第三甲第四十九名。

## 家族
曾祖蔣清。祖父蔣克明。父亲蔣成。